# Stefan Sobieszczański
Stefan Bogusław Sobieszczański (ur. 4 kwietnia 1933 w Pulemcu, zm. 21 lipca 1997) – polski polityk, inżynier elektryk, poseł na Sejm X kadencji (1989–1991).

## Życiorys
Ukończył w 1956 studia na Politechnice Śląskiej. Uzyskał następnie stopień naukowy doktora. Pracował m.in. na stanowisku docenta w Instytucie Energetyki, od 1973 kierował jego Zakładem Sieci Rozdzielczych. Należał do Stowarzyszenia Energetyków Polskich.
W 1981 wstąpił do Niezależnego Samorządnego Związku Zawodowego „Solidarność”, był doradcą Krajowej Komisji Energetycznej związku. W 1989 z ramienia Komitetu Obywatelskiego uzyskał mandat posła na Sejm X kadencji z okręgu tyskiego. W ramach Obywatelskiego Klubu Parlamentarnego działał w Kole Chrześcijańskich Demokratów. W 1991 bez powodzenia ubiegał się o reelekcję z listy Partii Chrześcijańskich Demokratów. Był wśród założycieli Polskich Sieci Elektroenergetycznych.
W 1984 odznaczony Złotym Krzyżem Zasługi, w 1994 otrzymał Krzyż Kawalerski Orderu Odrodzenia Polski.
Pochowany na cmentarzu komunalnym w Tychach.